# Herman Legger
Herman Legger, de son nom complet Herman Josephus Legger, né le 7 juillet 1895 à Veendam et mort le 7 septembre 1978 à Loenen aan de Vecht, est un footballeur international néerlandais. Il jouait au poste de milieu de terrain.

## Biographie

### En club
Herman Legger est joueur du Willem II Tilburg entre 1913 et 1916.
De 1916 à 1918, il évolue avec le Robur et Velocitas (nl).
En 1918, Legger rejoint le Be Quick 1887 (nl). Il remporte le Championnat des Pays-Bas en 1920,. En 1931, il raccroche les crampons.

### En équipe nationale
International néerlandais, Herman Legger  dispute deux rencontres en sélection : le 13 novembre 1921 contre la France en amical (victoire 5-0 à Paris) et le 26 mars 1922 contre la Belgique en amical (défaite 0-4 à Anvers),.
Il fait partie de l'équipe des Pays-Bas médaillée de bronze aux Jeux olympiques de 1920 mais il ne dispute aucun match durant le tournoi.

## Palmarès

### En club
Be Quick 1887 (nl)
- Championnat des Pays-Bas :
  - Champion : 1919-20.

### En sélection
Pays-Bas
- Jeux olympiques :
  -  Bronze : 1920.